# Stephen Collis
Stephen Collis, né en 1965 dans la province canadienne de la Colombie-Britannique, est un poète, critique littéraire et universitaire canadien, il enseigne la poésie et la littérature anglaise à l'université Simon Fraser. Il est également connu sous le pseudonyme de John S.C. 

## Biographie
Après ses études secondaires, Stephen Collis entre à l'université de Victoria d'où il sort avec un Bachelor of Arts pour rejoindre l'université Simon Fraser où il soutient avec succès sa thèse de doctorat,.
Il enseigne la littérature anglaise à l'université Simon Fraser à Burnaby depuis 2000. 
Il s'est fait connaitre pour ses engagements de militant, notamment pour l'écologie, les sans abri, etc et pour ses critiques sociales, ainsi il est membre de Occupy Vancouver, ses actions sont régulièrement relatées par CBC.
Il est régulièrement publié par des revues et magazines tels que :  Grain, Whetstone, WestWord, Quill & Quire, The Walrus, Refugee Tales, Rout/e, Samizdat, Antenym, Jacket2.
Stephen Collis réside dans le territoire des Salish.

## Œuvres

### Recueils de poèmes
- Mine, Vancouver, Canada, New Star Books, 2001, 115 p. (ISBN 9780921586876, OCLC 47867734),
- Anarchive, Vancouver, Canada, New Star Books, 2005, 99 p. (ISBN 9781554200184, OCLC 60739425),
- Black Berries, Toronto, Canada, Book Thug, 2005, 32 p. (ISBN 9780973718157, OCLC 67839020, lire en ligne),
- On the Material, Vancouver, Canada, Talonbooks, 2010, 132 p. (ISBN 9780889226326, OCLC 468973594, lire en ligne),
- To the Barricades, Vancouver, Canada, Talonbooks, 2013, 164 p. (ISBN 9780889227477, OCLC 812258775, lire en ligne),
- Stephen Collis et Jordan Scott, Decomp, Toronto, Canada, Coach House Books, 2013, 143 p. (ISBN 9781552452820, OCLC 854936664),
- Once in Blockadia, Vancouver, Canada, Talonbooks, 2016, 152 p. (ISBN 9781772010152, OCLC 990826933, lire en ligne),
- First Sketch of a Poem I will not have Written, Ottawa, Ontario, Canada, Above/ground Press, 2017, 8 p. (ISBN 9781988495118, OCLC 980600433),
- A History of the Theories of Rain, Vancouver, Canada, Talonbooks, 2021, 99 p. (ISBN 9781772012880, OCLC 1182522874),
- Gardens in Motion, Ottawa, Canada, ground press, 2023, 12 p. (ISBN 9781774603185, OCLC 1409590793),

### Essais
- Through Words of Others : Susan Howe and Anarcho-Scholasticism, Victoria, Canada, ELS Editions, coll. « ELS monograph series » (no 95) (réimpr. 2015) (1re éd. 2006), 148 p. (ISBN 9780920604960, OCLC 75811512),
- Phyllis Webb and the Common Good : Poetry/Anarchy/Abstraction, Vancouver, Canada, Talonbooks (réimpr. 2015) (1re éd. 2007), 232 p. (ISBN 9780889225596, OCLC 82772035, lire en ligne),
- The Commons, Vancouver, Canada, Talonbooks (réimpr. 2014) (1re éd. 2008), 144 p. (ISBN 9780889229150, OCLC 181142586, lire en ligne),
- Dispatches from the Occupation : A History of Change, Vancouver, Colombie britannique, Canada, Talonbooks, 2012, 260 p. (ISBN 9780889226951, OCLC 783153264, lire en ligne),
- The Red Album, Toronto, Canada, BookThug, coll. « Department of narrative studies » (no 9), 2013, 260 p. (ISBN 9781927040652, OCLC 825745597, lire en ligne),
- Almost Islands : Phyllis Webb and the Pursuit of the Unwritten, Vancouver, Canada, Talonbooks, 2018, 243 p. (ISBN 9781772012071, OCLC 1019991622),

### Anthologie
- Companions & Horizons : An Anthology of Simon Fraser University Poetry, Burnaby, Canada, West Coast Line, 2005, 280 p. (ISBN 9780968318218, OCLC 61128022),

### Articles
- « "The Frayed Trope of Rome": Poetic Architecture in Robert Duncan, Ronald Johnson, and Lisa Robertson », Mosaic: An Interdisciplinary Critical Journal, vol. 35, no 4,‎ décembre 2002, p. 143-162 (20 pages) (lire en ligne ),
- « from CLEAR AS CLARE », Chicago Review, vol. 51, no 4,‎ printemps 2006, p. 98-107 (10 pages) (lire en ligne ),
- « Common Animal Being », Paideuma: Modern and Contemporary Poetry and Poetics, vol. 47,‎ 2020, p. 139-148 (10 pages) (lire en ligne ),

## Prix et distinctions
- 2015, récipiendaire du Sterling Prize[16],
- 2011, récipiendaire du BC Book Prize for Poetry[17].
- 2021 : Finaliste Prix du Gouverneur général : poésie de langue anglaise[18] pour A History of the Theories of Rain